# Oscar Castelo
Oscar T. Castelo (Cabanatuan, 20 mei 1903 – Los Angeles, 20 juni 1982) was een Filipijns jurist en politicus. Castelo was onder meer rechter in Manilla en werd later benoemd tot minister van Justitie in het kabinet van Elpidio Quirino. In 1953 verving hij bovendien Ramon Magsaysay als Minister van Defensie, nadat de laatste zijn ontslag had ingediend om het bij de presidentsverkiezingen van 1953 op te nemen tegen Quirino.  

## Biografie
Oscar Castelo werd geboren op 20 mei 1903 in Cabanatuan in de provincie Nueva Ecija. Hij volgde onderwijs aan het Colegio de San Juan de Letran en studeerde daarna rechten aan de Escuela de Derecho. In 1927 slaagde hij voor zijn toelatingsexamen voor de Filipijnse balie. In 1931 werd hij benoemd tot openbaar aanklager van Nueva Ecija. In 1940 werd hij aangesteld als assistent-stadsadvocaat van Quezon City. Korte tijd later volgde promotie tot stadsadvocaat. Tijdens de Tweede Wereldoorlog was hij een jaar lang assistent-openbaar aanklager van Manilla. Later sloot hij zich aan bij een ondergrondse verzetsbeweging. Na de oorlog volgde een benoeming tot assistent-openbaar aanklager van Manilla. In deze periode bracht een door hem geleid onderzoek illegale praktijken op het stadhuis met betrekking tot het uitgeven van vergunningen aan het licht. Hij werd hierop in 1946 benoemd tot rechter van het kadaster in Batangas. Later volgde een benoeming tot rechter van het Court of First Instance in Manilla.
Op 18 april 1952 werd Castelo benoemd tot minister van Justitie als opvolger van Jose Bengzon sr.. Toen Ramon Magsaysay eind februari 1953 ontslag nam als Minister van Defensie, om het bij de presidentsverkiezingen van 1953 op te nemen tegen Quirino, werd hij benoemd tot diens opvolger. In augustus 192 werd hij als Minister van Justitie opgevolgd door Roberto Gianzon. Zijn termijn als Minister van Defensie duurde tot het eind van de termijn van Quirino in december 1953. Niet lang na zijn ministerschap werd Castelo aangeklaagd en schuldig bevond voor het opdracht geven van de moord op een kroongetuige in enkele rechtszaken tegen hem, in juni 1953. Hij werd in instantie veroordeeld tot de doodstraf. Later werd dit omgezet in een levenslange gevangenisstraf. Jaren later werd hem door president Ferdinand Marcos op humanitaire gronden clementie verleend. 
Na zijn vrijlating emigreerde Castelo naar de Verenigde Staten waar hij in 1982 op 79-jarige leeftijd in Los Angeles overleed. 